# Sven T. Kjellberg

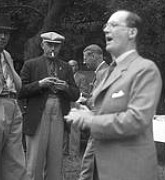
Sven T. Kjellberg.

Sven Torsten Kjellberg, känd som Sven T. Kjellberg, född 22 juni 1892 i Göteborg, död 1 december 1978 i Lund, var en svensk museiman och tecknare. 
Han utbildade sig vid Göteborgs högskola där han blev filosofie kandidat 1915 och filosofie licentiat 1925, samt vid Lunds universitet där han blev filosofie doktor 1943. Licentiatavhandlingen i konsthistoria med titeln Visby medeltida bebyggelse skrev han under handledning av Axel Romdahl.
År 1918 blev han intendent för Västerås museum. Som sådan grundade han 1921 Vallby friluftsmuseum i Västerås. År 1927 blev han intendent vid Göteborgs museums historiska avdelning. Kjellberg var redaktör för Västmanlands fornminnesförenings årsskrift. Han var intendent för Kulturen i Lund 1934–1961.
Han var huvudredaktör för samlingsverket Slott och herresäten i Sverige som utkom 1966 och författare till de tre banden om Skåne. År 1974 utkom hans verk Svenska ostindiska compagnierna 1731-1813.
Som tecknare illustrerade han Pär Lagerkvists Dvärgen 1949 och utförde vinjetter och försättsblad till Kulturens årsböcker. Under resor till Sydeuropa avtecknade han ett flertal kulturhistoriskt intressanta föremål som han senare utgav i boken Iberisk skärva, Reseminnen från Spanien och Portugal 1955.
Kjellberg blev riddare av Vasaorden 1927 och av Nordstjärneorden 1947 samt kommendör av Vasaorden 1957.
Kjellberg var son till skeppsmäklaren John L. Kjellberg och Lizzie Olsson. Han gifte sig 1913 med Brita Matell (1895–1935) och 1937 med Greta Santesson (1898–1999), dotter till advokaten och finansmannen Henrik Santesson.
Sven T. Kjellberg är begraven på Norra kyrkogården i Lund.